# Oscar za nejlepší režii

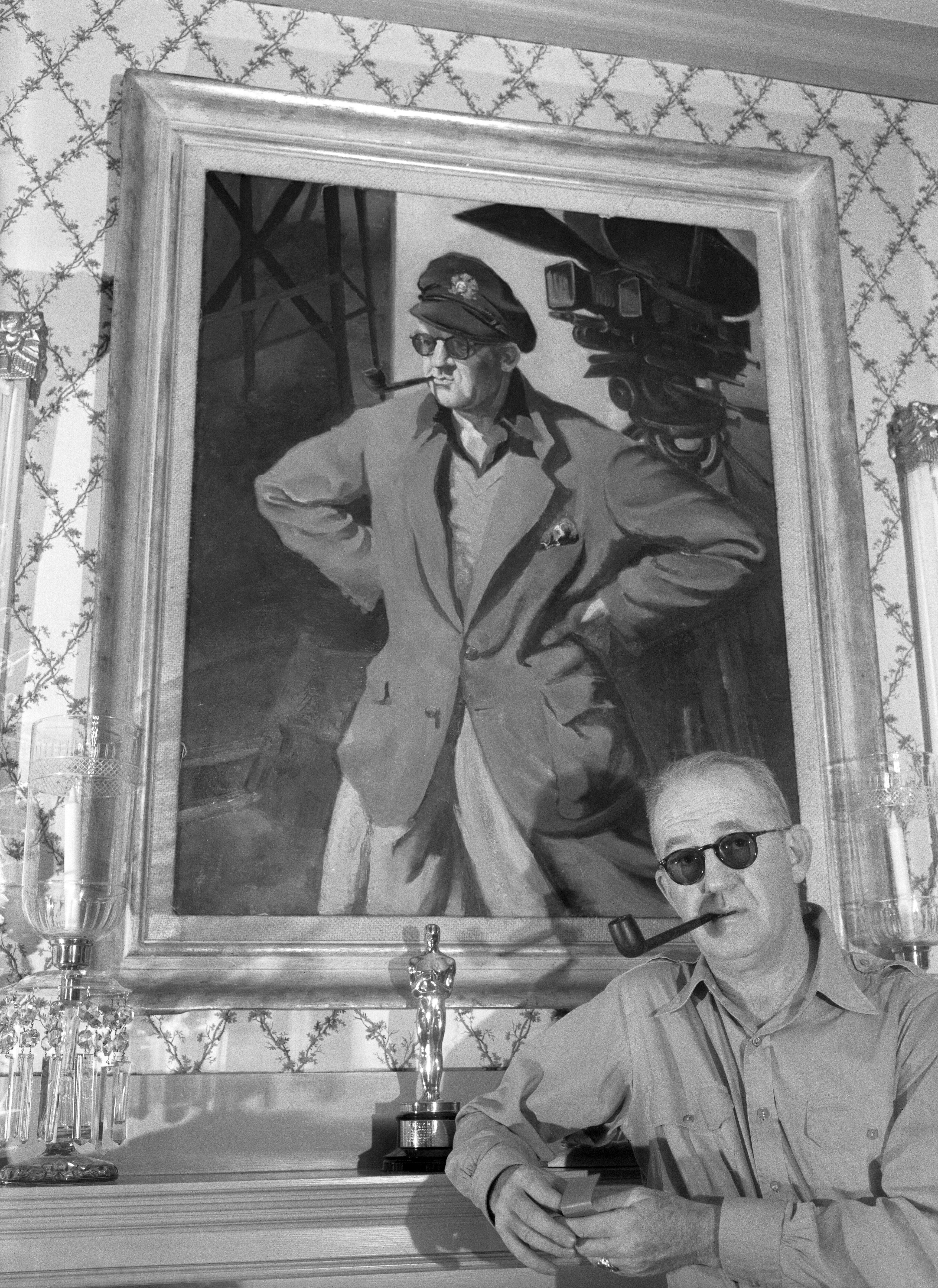
John Ford je zatím jediným režisérem, který získal čtyři Oscary za režii.

Cena Akademie za nejlepší režii (Academy Award for Achievement in Directing) je jedna z cen, kterou každoročně uděluje americká Akademie filmového umění a věd za nejlepší filmové počiny roku.

## Historie
Nejlepší režiséři jsou akademií oceňováni již od samého začátku udělování výročních cen. V prvním ročníku byla režie hodnocena ještě ve dvou kategoriích – komediální a dramatické. Laureátem v kategorii dramatické režie se stal Frank Borzage za film V sedmém nebi (Seventh Heaven; 1927). V kategorii komediální režie si zlatou sošku odnesl za film Dva arabští kavalíři (Two Arabian Knights; 1928) režisér Lewis Milestone. Od druhého ročníku byly tyto dvě kategorii spojeny v jednu. V dlouholeté historii Oscarů udělila Akademie v této kategorii celkem 81 cen, a to 61 různým režisérům.

## Rekordy a kuriozity
- Jediným režisérem, který získal čtyři Oscary za režii, se stal John Ford (v letech 1935, 1940, 1941 a 1952), z toho však pouze jednou za vítězný film roku. Třemi Oscary za režii ocenila akademie Franka Capru (1934, 1936 a 1938) a Williama Wylera (1942, 1946 a 1959). Sedmnácti režisérům se podařilo zvítězit v této kategorii dvakrát. V chronologickém pořadí to jsou: Lewis Milestone (1927/1928, 1929/1930), Frank Borzage (1927/1928 a 1931/1932), Frank Lloyd (1928/1929 a 1932/1933), Leo McCarey (1937 a 1944), Joseph L. Mankiewicz (1949 a 1950), Elia Kazan (1947 a 1954), George Stevens (1951 a 1956), Billy Wilder (1945 a 1960), David Lean (1957 a 1962), Robert Wise (1961 a 1965), Fred Zinnemann (1953 a 1966), Miloš Forman (1975 a 1984), Oliver Stone (1986 a 1989), Steven Spielberg (1993 a 1998) a Clint Eastwood (1992, 2004), Ang Lee (2005, 2012) Alejandro G. Iñárritu (2014, 2015) a Alfonso Cuarón (2014, 2019).
- Rekordmanem v počtu nominací na Oscara za režii je William Wyler (na svém kontě jich má dvanáct). Robert Altman, Clarence Brown, Alfred Hitchcock a King Vidor jsou držiteli rekordu v počtu nominací bez vítězství, každý jich má pět.
- Pouze tři režiséři dokázali zvítězit v této kategorii ve dvou po sobě jdoucích letech: John Ford (1940 a 1941), Joseph L. Mankiewicz (1949 a 1950) a Alejandro González Iñárritu (2014 a 2015).
- Dvakrát v historii získala Oscara za režii dvojice, a to v roce 1961 Robert Wise a Jerome Robbins za režii muzikálu West Side Story (West Side Story; 1961) a v roce 2007 sourozenecká dvojice Joel a Ethan Coenové za režii snímku Tahle země není pro starý (No Country for Old Men; 2007).[pozn. 2]
- Kathryn Bigelow je první žena, která získala Oscara za nejlepší režii za film Smrt čeká všude za rok 2009, a jejím největším protivníkem byl její bývalý manžel James Cameron s filmem Avatar

## Vítězové

### Dvacátá léta
| Rok       | Režisér                                                             | Za režii snímku                                                                       |
| --------- | ------------------------------------------------------------------- | ------------------------------------------------------------------------------------- |
| 1927/1928 | Frank Borzage (za režii dramatu) Lewis Milestone (za režii komedie) | V sedmém nebi (Seventh Heaven; 1927) Dva arabští kavalíři (Two Arabian Knights; 1928) |
| 1928/1929 | Frank Lloyd                                                         | Nekorunovaná královna (The Divine Lady; 1929)                                         |

### Třicátá léta
| Rok       | Režisér         | Za režii snímku                                               |
| --------- | --------------- | ------------------------------------------------------------- |
| 1929/1930 | Lewis Milestone | Na západní frontě klid (All Quiet on the Western Front; 1930) |
| 1930/1931 | Norman Taurog   | Skippy (Skippy; 1931)                                         |
| 1931/1932 | Frank Borzage   | Špatná holka (Bad Girl; 1931)                                 |
| 1932/1933 | Frank Lloyd     | Kavalkáda (Cavalcade; 1933)                                   |
| 1934      | Frank Capra     | Stalo se jedné noci (It Happened One Night)                   |
| 1935      | John Ford       | Denunciant (The Informer)                                     |
| 1936      | Frank Capra     | Úžasná událost (Mr. Deeds Goes to Town)                       |
| 1937      | Leo McCarey     | Nahá pravda (The Awful Truth)                                 |
| 1938      | Frank Capra     | Vždyť jsme jen jednou na světě (You Can't Take It with You)   |
| 1939      | Victor Fleming  | Jih proti Severu (Gone with the Wind)                         |

### Čtyřicátá léta
| Rok  | Režisér              | Za režii snímku                                           |
| ---- | -------------------- | --------------------------------------------------------- |
| 1940 | John Ford            | Hrozny hněvu (The Grapes of Wrath)                        |
| 1941 | John Ford            | Bylo jednou zelené údolí (How Green Was My Valley)        |
| 1942 | William Wyler        | Paní Miniverová (Mrs. Miniver)                            |
| 1943 | Michael Curtiz       | Casablanca (Casablanca)                                   |
| 1944 | Leo McCarey          | Farář u svatého Dominika (Going My Way)                   |
| 1945 | Billy Wilder         | Ztracený víkend (The Lost Weekend)                        |
| 1946 | William Wyler        | Nejlepší léta našeho života (The Best Years of Our Lives) |
| 1947 | Elia Kazan           | Džentlemanská dohoda (Gentleman's Agreement)              |
| 1948 | John Huston          | Poklad na Sierra Madre (The Treasure of the Sierra Madre) |
| 1949 | Joseph L. Mankiewicz | Dopis třem manželkám (A Letter to Three Wives)            |

### Padesátá léta
| Rok  | Režisér              | Za režii snímku                                    |
| ---- | -------------------- | -------------------------------------------------- |
| 1950 | Joseph L. Mankiewicz | Vše o Evě (All About Eve)                          |
| 1951 | George Stevens       | Místo na výsluní (A Place in the Sun)              |
| 1952 | John Ford            | Tichý muž (The Quiet Man)                          |
| 1953 | Fred Zinnemann       | Odtud až na věčnost (From Here to Eternity)        |
| 1954 | Elia Kazan           | V přístavu (On the Waterfront)                     |
| 1955 | Delbert Mann         | Marty (Marty)                                      |
| 1956 | George Stevens       | Gigant (Giant)                                     |
| 1957 | David Lean           | Most přes řeku Kwai (The Bridge on the River Kwai) |
| 1958 | Vincente Minnelli    | Gigi (Gigi)                                        |
| 1959 | William Wyler        | Ben Hur (Ben-Hur)                                  |

### Šedesátá léta
| Rok  | Režisér                      | Za režii snímku                                 |
| ---- | ---------------------------- | ----------------------------------------------- |
| 1960 | Billy Wilder                 | Byt (The Apartment)                             |
| 1961 | Robert Wise & Jerome Robbins | West Side Story (West Side Story)               |
| 1962 | David Lean                   | Lawrence z Arábie (Lawrence of Arabia)          |
| 1963 | Tony Richardson              | Tom Jones (Tom Jones)                           |
| 1964 | George Cukor                 | My Fair Lady (My Fair Lady)                     |
| 1965 | Robert Wise                  | Za zvuků hudby (The Sound of Music)             |
| 1966 | Fred Zinnemann               | Člověk pro každé počasí (A Man For All Seasons) |
| 1967 | Mike Nichols                 | Absolvent (The Graduate)                        |
| 1968 | Carol Reed                   | Oliver! (Oliver!)                               |
| 1969 | John Schlesinger             | Půlnoční kovboj (Midnight Cowboy)               |

### Sedmdesátá léta
| Rok  | Režisér               | Za režii snímku                                               |
| ---- | --------------------- | ------------------------------------------------------------- |
| 1970 | Franklin J. Schaffner | Generál Patton (Patton)                                       |
| 1971 | William Friedkin      | Francouzská spojka (The French Connection)                    |
| 1972 | Bob Fosse             | Kabaret (Cabaret)                                             |
| 1973 | George Roy Hill       | Podraz (The Sting)                                            |
| 1974 | Francis Ford Coppola  | Kmotr II (The Godfather Part II)                              |
| 1975 | Miloš Forman          | Přelet nad kukaččím hnízdem (One Flew Over the Cuckoo's Nest) |
| 1976 | John G. Avildsen      | Rocky (Rocky)                                                 |
| 1977 | Woody Allen           | Annie Hallová (Annie Hall)                                    |
| 1978 | Michael Cimino        | Lovec jelenů (The Deer Hunter)                                |
| 1979 | Robert Benton         | Kramerová versus Kramer (Kramer vs. Kramer)                   |

### Osmdesátá léta
| Rok  | Režisér              | Za režii snímku                                  |
| ---- | -------------------- | ------------------------------------------------ |
| 1980 | Robert Redford       | Obyčejní lidé (Ordinary People)                  |
| 1981 | Warren Beatty        | Rudí (Reds)                                      |
| 1982 | Richard Attenborough | Gándhí (Gandhi)                                  |
| 1983 | James L. Brooks      | Cena za něžnost (Terms of Endearment)            |
| 1984 | Miloš Forman         | Amadeus (Amadeus)                                |
| 1985 | Sydney Pollack       | Vzpomínky na Afriku (Out of Africa)              |
| 1986 | Oliver Stone         | Četa (Platoon)                                   |
| 1987 | Bernardo Bertolucci  | Poslední císař (The Last Emperor)                |
| 1988 | Barry Levinson       | Rain Man (Rain Man)                              |
| 1989 | Oliver Stone         | Narozen 4. července (Born on the Fourth of July) |

### Devadesátá léta
| Rok  | Režisér           | Za režii snímku                              |
| ---- | ----------------- | -------------------------------------------- |
| 1990 | Kevin Costner     | Tanec s vlky (Dances with Wolves)            |
| 1991 | Jonathan Demme    | Mlčení jehňátek (The Silence of the Lambs)   |
| 1992 | Clint Eastwood    | Nesmiřitelní (Unforgiven)                    |
| 1993 | Steven Spielberg  | Schindlerův seznam (Schindler's List)        |
| 1994 | Robert Zemeckis   | Forrest Gump (Forrest Gump)                  |
| 1995 | Mel Gibson        | Statečné srdce (Braveheart)                  |
| 1996 | Anthony Minghella | Anglický pacient (The English Patient)       |
| 1997 | James Cameron     | Titanic (Titanic)                            |
| 1998 | Steven Spielberg  | Zachraňte vojína Ryana (Saving Private Ryan) |
| 1999 | Sam Mendes        | Americká krása (American Beauty)             |

### První desetiletí 21. století
| Rok  | Režisér                | Za režii snímku                                                           |
| ---- | ---------------------- | ------------------------------------------------------------------------- |
| 2000 | Steven Soderbergh      | Traffic – nadvláda gangů (Traffic)                                        |
| 2001 | Ron Howard             | Čistá duše (A Beautiful Mind)                                             |
| 2002 | Roman Polański         | Pianista (The Pianist)                                                    |
| 2003 | Peter Jackson          | Pán prstenů: Návrat krále (The Lord of the Rings: The Return of the King) |
| 2004 | Clint Eastwood         | Million Dollar Baby (Million Dollar Baby)                                 |
| 2005 | Ang Lee                | Zkrocená hora (Brokeback Mountain)                                        |
| 2006 | Martin Scorsese        | Skrytá identita (The Departed)                                            |
| 2007 | Joel Coen a Ethan Coen | Tahle země není pro starý (No Country for Old Men)                        |
| 2008 | Danny Boyle            | Milionář z chatrče (Slumdog Millionaire)                                  |
| 2009 | Kathryn Bigelowová     | Smrt čeká všude (The Hurt Locker)                                         |

### Druhé desetiletí 21. století
| Rok  | Režisér                     | Za režii snímku                                           |
| ---- | --------------------------- | --------------------------------------------------------- |
| 2010 | Tom Hooper                  | Králova řeč (The King's Speech)                           |
| 2011 | Michel Hazanavicius         | Umělec (The Artist)                                       |
| 2012 | Ang Lee                     | Pí a jeho život (Life of Pi)                              |
| 2013 | Alfonso Cuarón              | Gravitace (Gravity)                                       |
| 2014 | Alejandro González Iñárritu | Birdman (Birdman or (The Unexpected Virtue of Ignorance)) |
| 2015 | Alejandro González Iñárritu | Revenant Zmrtvýchvstání (Revenant)                        |
| 2016 | Damien Chazelle             | La La Land (La La Land)                                   |
| 2017 | Guillermo del Toro          | Tvář vody (The Shape of Water)                            |
| 2018 | Alfonso Cuarón              | Roma (Roma)                                               |
| 2019 | Pong Čun-ho                 | Parazit (기생충, Gisaengchung)                            |

### Třetí desetiletí 21. století
| Rok  | Režisér                        | Za režii snímku                                              |
| ---- | ------------------------------ | ------------------------------------------------------------ |
| 2020 | Chloé Zhaová                   | Země nomádů (Nomadland)                                      |
| 2021 | Jane Campionová                | Síla psa (The Power of the Dog)                              |
| 2022 | Daniel Kwan a Daniel Scheinert | Všechno, všude, najednou (Everything Everywhere All at Once) |
| 2023 | Christopher Nolan              | Oppenheimer (Oppenheimer)                                    |
| 2024 | Sean Baker                     | Anora (Anora)                                                |